# Orchestre de la Ville de Grenade
L'Orchestre de la Ville de Grenade (Orquesta Ciudad de Granada en espagnol) est un orchestre symphonique espagnol basé à Grenade, fondé en 1990.

## Historique
L'Orchestre de la Ville de Grenade est fondé en 1990.
D'un effectif d'orchestre à cordes à l'origine, il s'est élargi à celui d'un orchestre symphonique d'une cinquantaine de musiciens tout en pouvant être plus important en fonction du répertoire joué.
Pour ses activités, l'orchestre dispose d'une salle de concert construite sur la colline de l'Alhambra, l'Auditorium Manuel de Falla (es).
Depuis 2020, Lucas Macías Navarro (en) est directeur musical de la formation, succédant à Andrea Marcon.

## Directeurs musicaux
Comme directeurs musicaux de l'orchestre se sont succédé :
- Juan de Udaeta (es) (1990-1994) ;
- Josep Pons (1994-2004) ;
- Jean-Jacques Kantorow (2004-2008) ;
- Salvador Mas Conde (en) (2008-2012) ;
- Andrea Marcon (2012-2020) ;

- Lucas Macías Navarro (en) (depuis 2020).